# 小西博行
小西 博行（こにし ひろゆき、1936年10月19日 - 2022年1月23日）は、日本の政治家。参議院議員を2期12年務めた。

## 略歴
香川県善通寺市生まれ。
1959年に高知大学農学部農芸化学科を卒業後、淀川製鋼所に入社する。近畿大学の講師を経て、1977年7月に行われた第11回参議院選挙で広島県選挙区から民社党公認で立候補したが落選する。1980年6月に行われた第12回参議院選挙に立候補して初当選を果たした後、1986年の第14回参議院選挙で再選。1992年7月の第16回参議院選挙では「連合の会」から立候補したが落選した。2009年、旭日中綬章受章。
2022年1月23日16時30分、肺炎のため、広島県呉市の病院で死去。85歳没。